# Schweizer Parlamentswahlen 1848
- DL: 6
- FL: 79
- LM: 11
- ER: 6
- KK: 9

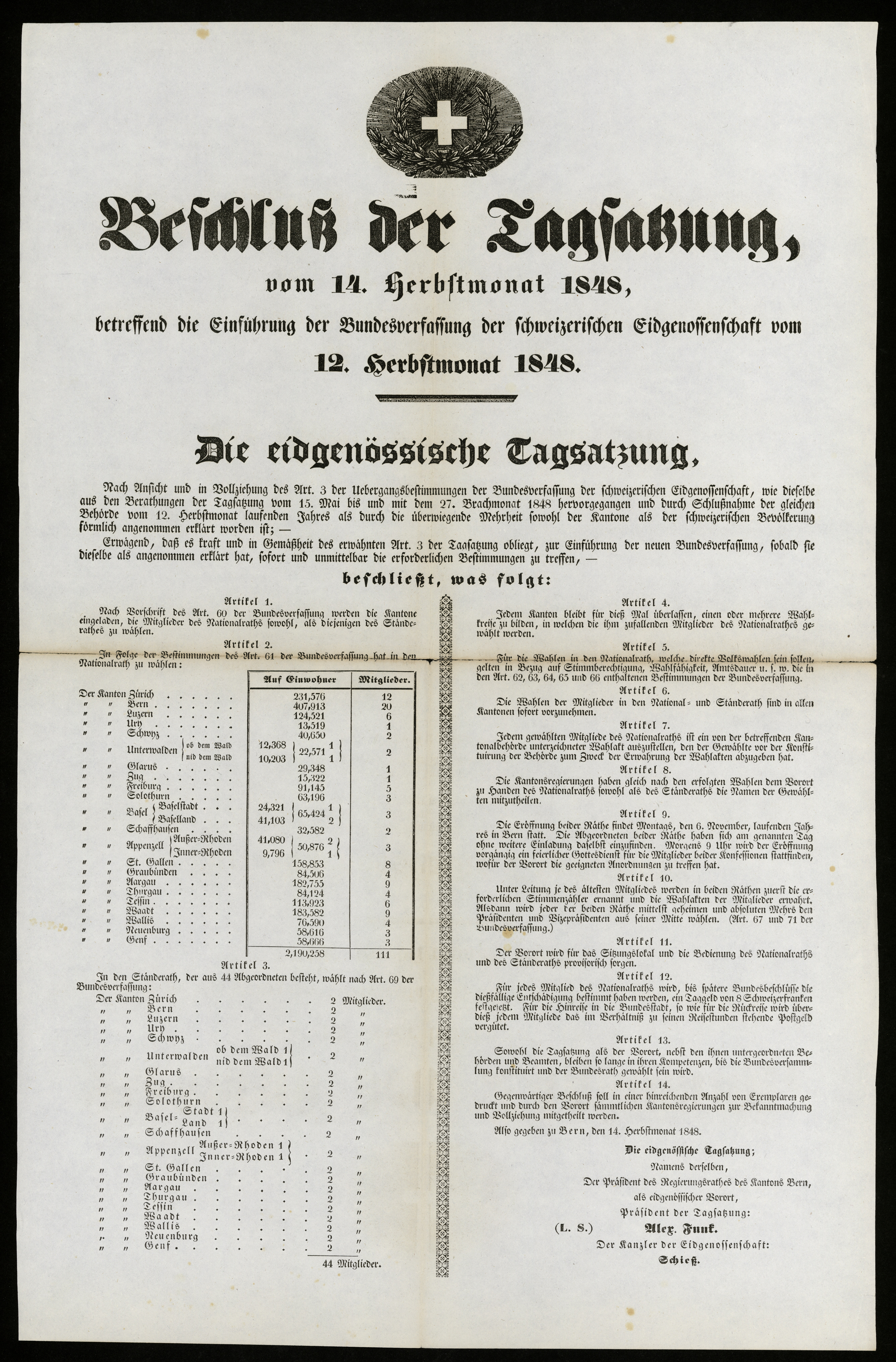
Aufruf zur ersten Nationalratswahl

Die Schweizer Parlamentswahlen 1848 fanden an verschiedenen Tagen zwischen dem 1. und 27. Oktober 1848 statt. Zur Wahl standen 111 Sitze des Schweizer Nationalrates. Es handelte sich um die ersten gesamtschweizerischen Wahlen seit der Zeit der Helvetischen Republik (1798–1803). Sie wurden nach dem Majorzwahlrecht vorgenommen, wobei das Land in 52 unterschiedlich grosse Nationalratswahlkreise unterteilt worden war.
Die Wahlen ergaben eine komfortable absolute Mehrheit für die Freisinnigen (bzw. Radikal-Liberalen) – also jener Kräfte, die den Sonderbundskrieg von 1847 für sich entschieden und die Grundlage des neuen Bundesstaates geschaffen hatten. Aufgrund des Zeitmangels nach der Annahme der Bundesverfassung fehlte ein einheitliches Wahlgesetz, weshalb die Festlegung der Wahlmodalitäten weitgehend Sache der Kantone war. Da die liberalen Kräfte in fast allen Kantonen an die Macht gelangt waren, konnten sie Wahlkreise und -modalitäten zu ihren Gunsten beeinflussen.
In allen Kantonen waren die Wahlen in den Ständerat indirekt und erfolgten durch die jeweiligen Kantonsparlamente. Das neu gewählte Parlament trat in der 1. Legislaturperiode erstmals am 6. November 1848 zusammen.

## Vorbereitung
Die ersten Parlamentswahlen waren von einer äusserst kurzen Vorbereitungszeit geprägt. Im Juli und August 1848 hatte in den einzelnen Kantonen die Abstimmung über die neue Bundesverfassung stattgefunden, die den Bundesvertrag von 1815 ablösen sollte. Aufgrund der Ergebnisse erklärte die Tagsatzung am 12. September, dass die Bundesverfassung angenommen sei. Die Zeit drängte, da in den europäischen Revolutionen die konservativ-monarchistischen Kräfte allmählich die Oberhand gewannen und der neue Schweizer Bundesstaat deshalb möglichst rasch eine handlungsfähige Regierung benötigte. Am 14. September verabschiedete die Tagsatzung ein Dekret zur Durchführung der ersten Nationalratswahlen, bereits am 6. November sollte die Bundesversammlung zu ihrer konstituierenden Sitzung zusammentreten und in der nachfolgenden Session den Bundesrat bestimmen. Den Kantonen blieben nur rund drei Wochen Zeit, um die Wahlen zu organisieren.

## Wahlkreiseinteilung

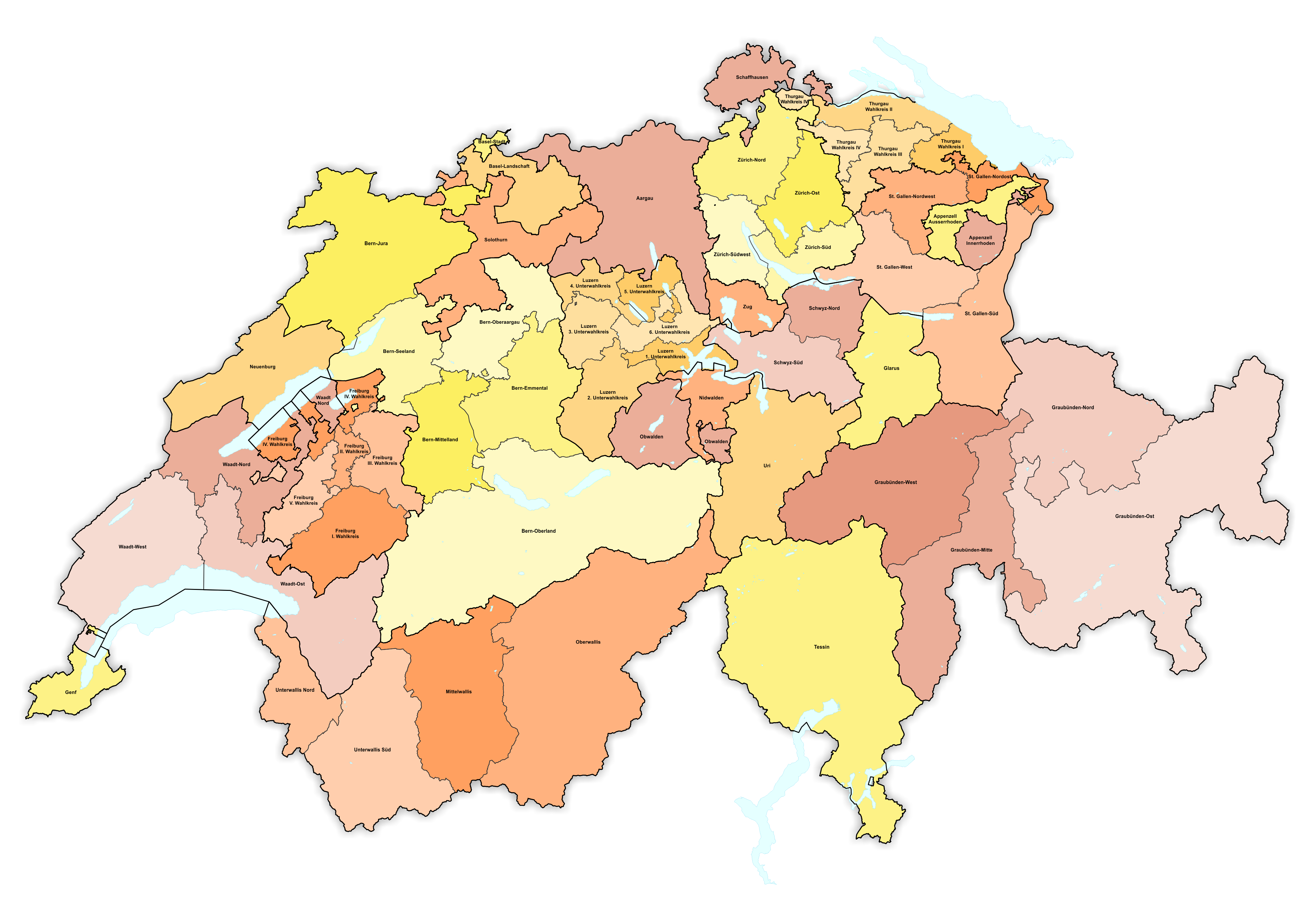
Einteilung der Nationalratswahlkreise

Da für die Ausarbeitung eines einheitlichen Nationalratswahlgesetzes auf Bundesebene keine Zeit blieb, machte die Tagsatzung die einzigen Vorgaben bei der Anzahl der Sitze, die jedem Kanton zustanden. Dabei ging sie von drei Grundsätzen aus. Erstens sollte jeder Kanton oder Halbkanton mit mindestens einem Sitz vertreten sein, was die Zusammenlegung verschiedener kleiner Kantone zu einem einzigen Wahlkreis von vornherein ausschloss (dieses Prinzip gilt noch heute). Zweitens legte sie nicht eine feste Anzahl Sitze fest, sondern führte eine Repräsentationsziffer ein, was eine variable Gesamtzahl ergab. Jeder Nationalrat sollte 20'000 Seelen (Einwohner) vertreten, wobei eine Bruchzahl von über 10'000 Seelen ebenfalls zu einem Nationalratssitz berechtigte. Drittens sollte die Sitzzahl alle zehn Jahre gemäss den Ergebnissen der Volkszählung neu festgelegt werden. Bei der Gestaltung der Nationalratswahlkreise liess die Tagsatzung den Kantonen weitgehend freie Hand. Sie gab lediglich den Ratschlag, wenn möglich auf Einerwahlkreise zu verzichten und stattdessen mehrere Sitze in einem Wahlkreis zusammenzufassen (so genannte Pluralwahlkreise). Auf diese Weise könne die Kirchturmpolitik eingedämmt und eine «wahre gesamtschweizerisch-nationale Gesinnung gepflegt» werden.
Es gab verschiedene Methoden, einen freisinnigen Wahlsieg zu garantieren. Im Kanton Luzern fanden lediglich sechs Wahlversammlungen mit offener, von Regierungsvertretern geleiteter Stimmabgabe statt. Auf diese Weise sollten möglichst viele Wähler aus konservativen Gegenden ferngehalten werden. Ähnliche Methoden wendete der Kanton Freiburg an, der die Wähler zusätzlich dazu verpflichtete, vor der Stimmabgabe einen Eid auf die neue liberale Kantonsverfassung abzulegen. Einen anderen Weg ging der Kanton Aargau: Dort schien es angebracht, zur Sicherung eines freisinnigen Wahlsieges das gesamte Kantonsgebiet in einem Wahlkreis mit neun Sitzen zu vereinen. Im Kanton St. Gallen wurden zunächst acht Einerwahlkreise vorgeschlagen, doch schliesslich schienen den Freisinnigen vier Zweierwahlkreise am besten geeignet. Weitere konfessionell oder parteipolitisch gemischte Kantone gingen ebenfalls unterschiedliche Wege. Der Kanton Tessin entschied sich für einen Einheitswahlkreis mit sechs Sitzen, der Kanton Schwyz für zwei Einerwahlkreise, die Kantone Thurgau und Wallis für vier Einerwahlkreise. Weitgehend unbestritten waren Grösse und Grenzen der Wahlkreise in den übrigen Kantonen.

## Wahlkampf
Zwar war die Bundesverfassung mit deutlicher Mehrheit angenommen worden, doch konnten sich die bundesfreundlich gesinnten Kreise aufgrund fehlender Erfahrungswerte nicht sicher sein, bei den bevorstehenden Wahlen tatsächlich einen Sieg über katholische und reformierte Konservative zu erringen. Sie hielten eine freisinnige Mehrheit für das Weiterbestehen des jungen Bundesstaates für derart unerlässlich, dass sie bei der Gestaltung der Wahlkreise Manipulationen zu ihren Gunsten offen zugaben. Angesichts der Gefahren der europäischen Reaktion gälte es, die nationale Einigkeit anzustreben und alle vaterländischen Kräfte gegen die «Kräfte der Finsternis» und die «illoyale Opposition» zu sammeln.
Nach der Niederlage im Sonderbundskrieg war die konservative Opposition zersplittert und unorganisiert. Aufgrund der manipulativen Wahlkreiseinteilung und der diskriminierenden Wahlgesetzgebung (deren grösste Exzesse mit dem ersten einheitlichen Nationalratswahlgesetz von 1850 teilweise rückgängig gemacht werden mussten) war sie auch weitgehend chancenlos, selbst in ihren Hochburgen. Entsprechend einseitig verlief der kurze Wahlkampf. Die freisinnige Propaganda spielte die Verdächtigung hoch, der soeben bezwungene innere Gegner strebe danach, mithilfe der europäischen Reaktion auch in der Schweiz das Rad der Geschichte zurückzudrehen. Kantonsinterne Themen spielten im Wahlkampf nur eine untergeordnete Rolle. Wichtiger erschien es der Presse, den Wählern den Nutzen der soeben angenommenen Bundesverfassung nochmals vor Augen zu führen: Die «Früchte des neuen Bundes» könne man umso eher geniessen, je liberaler man wähle.
Konkurrenz gab es vor allem innerhalb des freisinnig-liberalen Blocks. Relativ viele Kandidaten traten in mehreren Wahlkreisen an und wurden mehrfach gewählt, so dass mancherorts Ergänzungswahlen stattfinden mussten, um die Überzähligen zu ersetzen. 13 Kantone verlangten das absolute Mehr für alle Gewählten, während sich die übrigen Kantone bei zweiten oder dritten Wahlgängen mit dem relativen Mehr begnügten. Nur in 27 Wahlkreisen siegte ein Kandidat bereits im ersten Wahlgang. Es gab insgesamt 70 ordentliche Wahlgänge und 13 Ergänzungswahlen (nicht berücksichtigt sind die Wahlen in den Landsgemeindekantonen). Im Anschluss kamen drei Ersatzwahlen für die in den Bundesrat gewählten Nationalräte Stefano Franscini, Friedrich Frey-Herosé und Ulrich Ochsenbein hinzu, die am 25. Februar 1849 abgeschlossen waren. Die Wahlbeteiligung variierte von Kanton zu Kanton stark, von 11,4 % im Kanton Schwyz bis 81,5 % im Kanton Thurgau (wo Wahlpflicht herrschte).

## Ergebnis der Nationalratswahlen

### Gesamtergebnis
Von 512'691 volljährigen männlichen Wahlberechtigten nahmen 228'877 an den Wahlen teil, was einer Wahlbeteiligung von 44,6 % entspricht. In diesen Zahlen nicht mitberücksichtigt sind die Kantone Appenzell Ausserrhoden, Appenzell Innerrhoden, Glarus, Obwalden, Nidwalden und Uri: Dort erfolgte die Wahl durch die jeweilige Landsgemeinde, weshalb keine genauen Resultate verfügbar sind.
Die 111 Sitze im Nationalrat verteilten sich wie folgt:
| \| Partei \| Sitze 1848 \| Wähler- anteil \| \| ------- \| ---------- \| -------------- \| \| FL \| 79 \| 58,0 % \| \| LM \| 11 \| 16,9 % \| \| KK \| 09 \| 11,6 % \| \| ER \| 06 \| 08,6 % \| \| DL \| 06 \| 04,3 % \| \| Diverse \| – \| 00,6 % \| | - FL = Freisinnige Linke (Freisinnige, Radikale, Radikaldemokraten) - LM = Liberale Mitte (Liberale, Liberaldemokraten) - KK = Katholisch-Konservative - ER = Evangelische Rechte (evangelische/reformierte Konservative) - DL = Demokratische Linke (extreme Linke) |                |
| Partei | Sitze 1848 | Wähler- anteil |
| FL | 79 | 58,0 %         |
| LM | 11 | 16,9 %         |
| KK | 09 | 11,6 %         |
| ER | 06 | 08,6 %         |
| DL | 06 | 04,3 %         |
| Diverse | – | 00,6 %         |

Hinweis: Eine Zuordnung von Kandidaten zu Parteien und politischen Gruppierungen ist nur bedingt möglich. Der politischen Wirklichkeit des 19. Jahrhunderts entsprechend kann man eher von Parteiströmungen oder -richtungen sprechen, deren Grenzen teilweise fliessend sind. Die verwendeten Parteibezeichnungen sind daher eine ideologische Einschätzung.

### Ergebnisse in den Kantonen
Die nachfolgende Tabelle zeigt die Verteilung der errungenen Sitze auf die Kantone.
| Kanton                 | Sitze total | Wahl- kreise | Betei- ligung | FL | LM | KK | ER | DL |
| ---------------------- | ----------- | ------------ | ------------- | -- | -- | -- | -- | -- |
| Aargau                 | 9           | 1            | 80,7 %        | 8  | 1  |    |    |    |
| Appenzell Ausserrhoden | 2           | 1            | –             | 2  |    |    |    |    |
| Appenzell Innerrhoden  | 1           | 1            | –             |    |    | 1  |    |    |
| Basel-Landschaft       | 2           | 1            | 37,6 %        | 1  |    |    |    | 1  |
| Basel-Stadt            | 1           | 1            | 74,4 %        |    | 1  |    |    |    |
| Bern                   | 20          | 6            | 20,2 %        | 13 | 3  |    | 4  |    |
| Freiburg               | 5           | 5            | 21,0 %        | 4  | 1  |    |    |    |
| Genf                   | 3           | 1            | 48,3 %        | 3  |    |    |    |    |
| Glarus                 | 1           | 1            | –             | 1  |    |    |    |    |
| Graubünden             | 4           | 4            | 54,1 %        | 2  | 1  |    | 1  |    |
| Luzern                 | 6           | 1            | 54,7 %        | 4  | 1  | 1  |    |    |
| Neuenburg              | 3           | 1            | 44,5 %        | 3  |    |    |    |    |
| Nidwalden              | 1           | 1            | –             |    |    | 1  |    |    |
| Obwalden               | 1           | 1            | –             |    |    | 1  |    |    |
| Schaffhausen           | 2           | 1            | 47,7 %        | 2  |    |    |    |    |
| Schwyz                 | 2           | 2            | 11,4 %        |    | 1  | 1  |    |    |
| Solothurn              | 3           | 1            | 45,9 %        | 3  |    |    |    |    |
| St. Gallen             | 8           | 4            | 67,0 %        | 6  | 2  |    |    |    |
| Tessin                 | 6           | 1            | 56,8 %        | 6  |    |    |    |    |
| Thurgau                | 4           | 4            | 81,5 %        | 2  |    |    |    | 2  |
| Uri                    | 1           | 1            | –             |    |    | 1  |    |    |
| Waadt                  | 9           | 3            | 52,6 %        | 7  |    |    |    | 2  |
| Wallis                 | 4           | 4            | 37,4 %        | 2  |    | 2  |    |    |
| Zug                    | 1           | 1            | 71,3 %        |    |    | 1  |    |    |
| Zürich                 | 12          | 4            | 22,5 %        | 10 |    |    | 1  | 1  |
| Schweiz                | 111         | 52           | 44,6 %        | 79 | 11 | 9  | 6  | 6  |